# 2010年2月オーストラリアサイバー攻撃
2010年2月オーストラリアサイバー攻撃（英: February 2010 Australian cyberattacks）は、アノニマスによって行われた2010年2月10日午前8時～翌11日午前8時（AEST）までのサイバー攻撃（サービス妨害攻撃）をいう。これに触発されて他のグループも含む2月下旬まで断続的に続けられたオーストラリア政府に対する一連の攻撃を含む場合がある。
主にインターネットを使用したサイバー攻撃が主体であるが、電話やFAXによる抗議や街角での合法的な抗議デモなども行われた。アノニマス自身は、2月10日からの攻撃をチッツトーム作戦と呼んでおり、その後の2月20日の抗議活動はプロジェクト・フリーウェブとも呼ばれている。

## 背景
2010年、オーストラリア政府は、インターネット上の不適切な表現をブロックする法案を推進しようとしていた。それらは厳しいもので未成年のヌード等を禁止するばかりか、女性のバストサイズが小さいだけで未成年と判定し、その画像が広告等で含まれるサイトも含めて一切の通信を遮断ブロックするというものだった。Googleは、この規制案に対して厳しすぎると述べている。これら法案を強く推進するスティーブン・コンロイ通信大臣に対する反感も相まって、アノニマスはチッツトーム作戦の実施を予告した。チッツ（英: tit）は俗語で「乳首」あるいは「胸」を意味し、stormは嵐を意味するために、直訳すれば「乳首の嵐作戦」あるいは「おっぱいの嵐作戦」となる。この幾分ふざけたネーミングと、「言論の自由を守れ」「表現の自由を守ろう」などの硬軟入れ混じった呼びかけはネット上で多くの動員を呼びハッカー主力チームだけでも500人は集まったとされる。

## 攻撃
オーストラリア東部標準時2010年2月10日午前8時に予告されたサイバー攻撃が開始されると、世界中からオーストラリア議会のホームページには毎秒700万回ものDDos攻撃が開始され、膨大なトラフィックに耐えれずにダウンしたと見られる。また、オーストラリア首相のホームページは改竄され、関係者のメールには抗議文が殺到した。
その他攻撃されたシステムは数百～数千に上るとみられ、その総トラフィック量は「測定不能」と英語版ウィキペディアに記載されている。

## 対応
電話やFAXなどによる抗議も殺到したため、一時的に政府機能の一部が麻痺した。この攻撃が大きく報道されると、それまでオーストラリア世論が大して興味を示していなかった規制法案も注目を受け、オーストラリアのテレビ局が緊急アンケートを行ったところ、80%の人が厳しすぎる規制だと回答した。それら世論の関心に対してスティーブン·コンロイ通信大臣は、「子供に対する大人の責任」の重要性を述べ、また抗議の内容ではなく方法を問題にする記者会見を広報担当を通して行い、どちらに正義があるか言論戦の様相を示すようになる。アノニマスは、当初予定されていた通りに翌11日午前8時に攻撃を1日で一旦切り上げ、あの攻撃は何であったか統括する動画をYouTubeに投稿。言論の自由への脅威だと述べ、計画の中止とスティーブン·コンロイの辞任を求め、自らに正義があると宣言し早々にサイバー攻撃を切り上げた。ただし、参加したリーダー格の人物は、攻撃続行とBBC取材で述べている。オーストラリア政府はアノニマスを犯罪者だとして非難。双方が自ら信じる正義を主張し、お互いに譲らなかった。
アノニマスがサイバー攻撃を切り上げた以降も、合法的な抗議デモが20日に行われており、触発された他グループによる攻撃は続いたとみられる。
事件後、逮捕者が出ている。事件後に欧米の複数メディアが社会現象として取り上げた。その後、法案は2010年7月に12か月の実施延長となり、後に業界団体との自主規制合意に収まった。